# Moosonee
Moosonee is een plaats (town) in de Canadese provincie Ontario ongeveer 19 kilometer ten zuiden van James Bay. De plaats is gelegen aan de Moose river; op het in de rivier gelegen Moose Factory Island ligt het dorp Moose Factory waarmee het in de zomer is verbonden per watertaxi en in de winter per ijsweg over de rivier.
Moosonee is eindpunt van de Ontario Northland Railway, goederen voor meer noordelijk gelegen bestemmingen worden hier overgeladen op schepen en vliegtuigen. Moosonee ligt niet zeer noordelijk (51°NB, als Nederland) maar is kouder door de nabijheid van de Hudsonbaai, en ligt geïsoleerd door gebrek aan wegen naar de rest van Ontario. In de plaats werd in 1903 een handelspost voor bont opgezet door Revillon Frères, concurrenten van de Hudson's Bay Company. Later werd Révillon door de HBC opgekocht.

## Geschiedenis

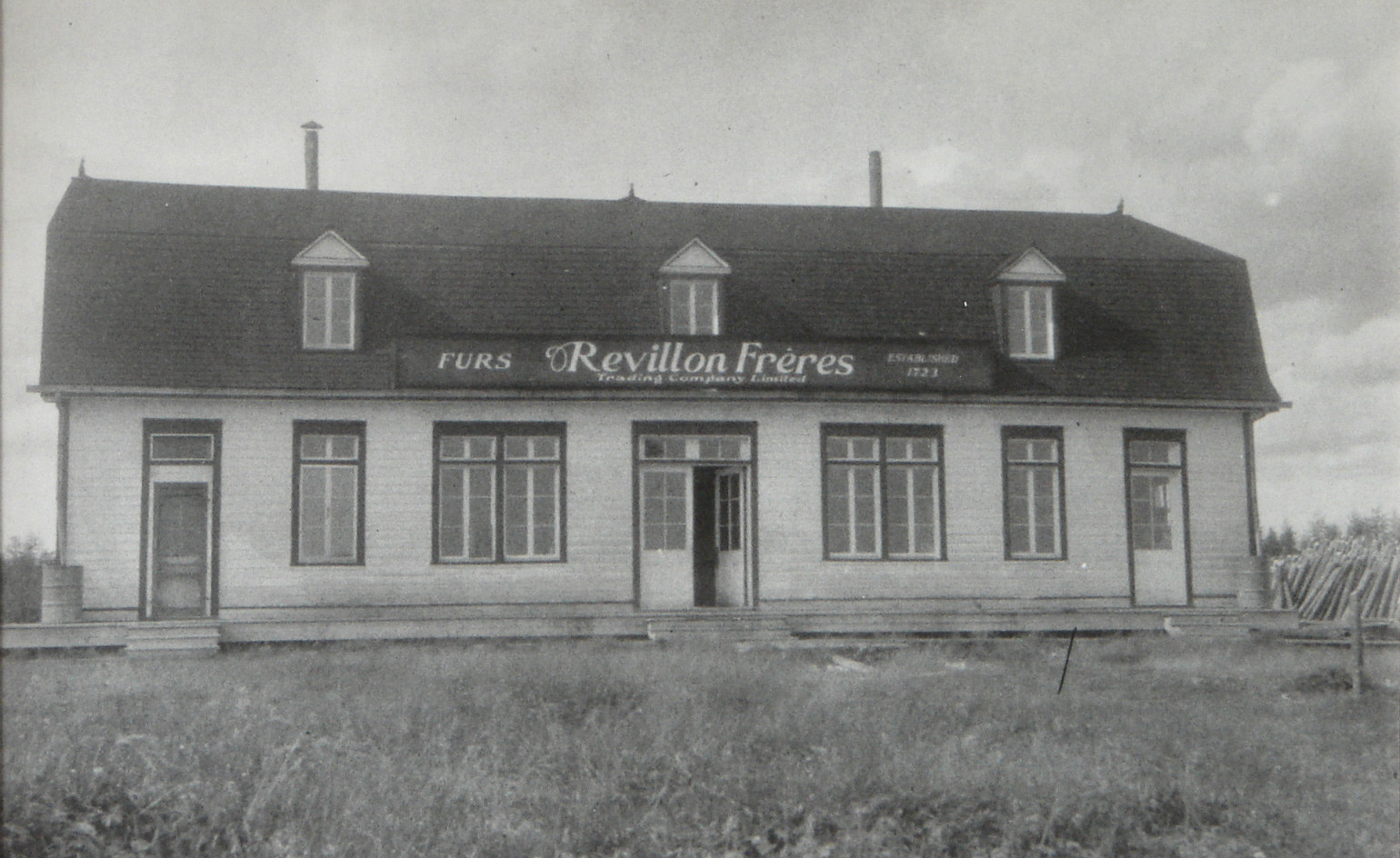
Het pand van Révillon Frères in Moosonee

De plaats begon tot ontwikkeling te komen toen in juni 1903 vier kano's met 21 personen van de Révillon Frères arriveerden om tegenover de veel oudere Moose Factory (op het eiland) de handelspost Moose River Post op te zetten. De Parijse bonthandelaar Révillon had ambitieuze plannen om een keten handelsposten op te zetten in directe concurrentie met de Hudson's Bay Company, daarvan zouden er vijf langs James Bay komen. Ze leden tegenslag toen hun voorraadschip schipbreuk leed bij Fort George.
Moose River Post werd de belangrijkste locatie voor Révillon Frères, en werd uitgebreid met een personeelsverblijf, timmerwinkel, magazijn en zagerij. Rond 1912 stonden de gebouwen en woningen, vooral bestemd voor de Frans-Canadese werknemers, langs de rivieroever tot bijna een mijl van de woning van de inspecteur.
Moose River Post (en Moose Factory) waren welvarend maar geïsoleerd. Bevoorrading vond eenmaal per jaar plaats, door een schip uit Montreal dat rond Labrador moest varen. De post werd viermaal per jaar bezorgd. Tijdens de Eerste Wereldoorlog werd het voorraadschip gevorderd voor oorlogsdiensten. Bevoorrading vond tot 1932 plaats per gabare vanaf Pagwa River, waar een spoorwegstation was.
In 1932 werd de Ontario Northland Railway doorgetrokken van Cochrane naar Moose River Post dat werd hernoemd tot Moosonee, naar het Cree-woord Môsonihk "aan de Mooserivier". In 1936 verkocht Révillon Frères de Canadese belangen aan de Hudson's Bay Company en werd de handelspost gesloten, omdat ook de HBC uit de bonthandel stapte. De HBC opende een warenhuis in Moosonee (inmiddels Northern Store, onderdeel van The North West Company). Met het eind van de bonthandel kwam de nadruk van activiteiten in Moosonee op transport te liggen.
In 1962 werd in Moosonee een locatie gevestigd van de Canadian Forces Station dat onderdeel was van NORAD's Pinetree Line, een keten van radarstations. In 1975 werd het weer gesloten, waarbij enkele gebouwen bij het dorp in gebruik kwamen, onder andere het zwembad en recreatiecentrum.

## Bevolking
Het aantal inwoners bedroeg 1481 in het jaar 2016, in 2006 waren het er nog 2006. Volgens een schatting van de Gemeente is het werkelijk aantal inwoners echter rond de 3500. Cijfers van officiële tellingen zijn mogelijk niet accuraat wegens incomplete gegevensvastlegging, een algemeen probleem bij afgelegen gemeenschappen. Ongeveer 80% van de bevolking bestaat uit Cree.
Het aantal woningen bedraagt ruim 600 en de bevolkingsdichtheid is 3,6 inwoners per km². De moedertaal is bij 79% van de inwoners Engels, 18% Cree, 2% Frans en 1% overig.

## Voorzieningen
Moosonee beschikt over twee basisscholen, een openbare en een rooms-katholieke; in de laatste wordt ook Franstalig onderwijs aangeboden voor kinderen die daar recht op hebben. Voorts is er een high school voor vervolgonderwijs, de Northern Lights Secondary School. De Northern College's Moosonee campus biedt nog enkele vervolcursussen en er zijn mogelijkheden voor onderwijs op afstand, on-line of distant learning. Ook in Moose Factory staan enkele scholen. In beide plaatsen zijn enkele kerken en een pinkstergemeente aanwezig.
Gezondheidszorg wordt geboden door de Weeneebayko Area Health Authority. Er is een gezondheidscentrum (Moosonee Health Clinic) voor poliklinische zorg, en een ambulancedienst. Op Moose Factory Island staat een ziekenhuis voor patienten die meer zorg nodig hebben en waar ook een tandarts en audioloog zijn gevestigd. Payukotayno (uitspraak: pay-k-ta-no) Family Services biedt kinderhulp en maatschappelijke zorg aan de bewoners van Moosonee, Moose Factory, Attawapiskat First Nation, Fort Albany, Kashechewan en Peawanuck. Payukotayno betekent in het Cree "één familie".

## Klimaat
Moosonee heeft een vochtig continentaal klimaat, code Dfb volgens de klimaatclassificatie van Köppen, met warme zomers en koude winters; de gemiddelde jaartemperatuur bedraagt -0,5 °C (de breedtegraad is vergelijkbaar met Nederland of België). Het dichtvriezen van de Moose-rivier vindt normaal gesproken plaats tussen eind november en half december; ontdooien gebeurt meestal in april. De gemiddelde jaarlijkse neerslag bedraagt 700 mm, de sneeuwval in de winter 210  cm. In de zomer valt er wat meer neerslag dan in de rest van het jaar. De zon schijnt ruim 1800 uur per jaar. Tot in de 20e eeuw had Moosonee een subarctisch klimaat (Dfc) met een gemiddelde jaartemperatuur van -1,3 °C.
De gemiddelde maximumtemperatuur overdag bedraagt in juli 22,6 °C en in januari -13,6 °C. In januari en februari bedraagt het gemiddeld minimum in de nacht -24 à -25 °C.
De hoogste ooit waargenomen temperatuur bedroeg 37,8°C op 31 juli 1975, de laagste -48,9°C op 24 januari 1935.

## Transport

### Spoorwegstation

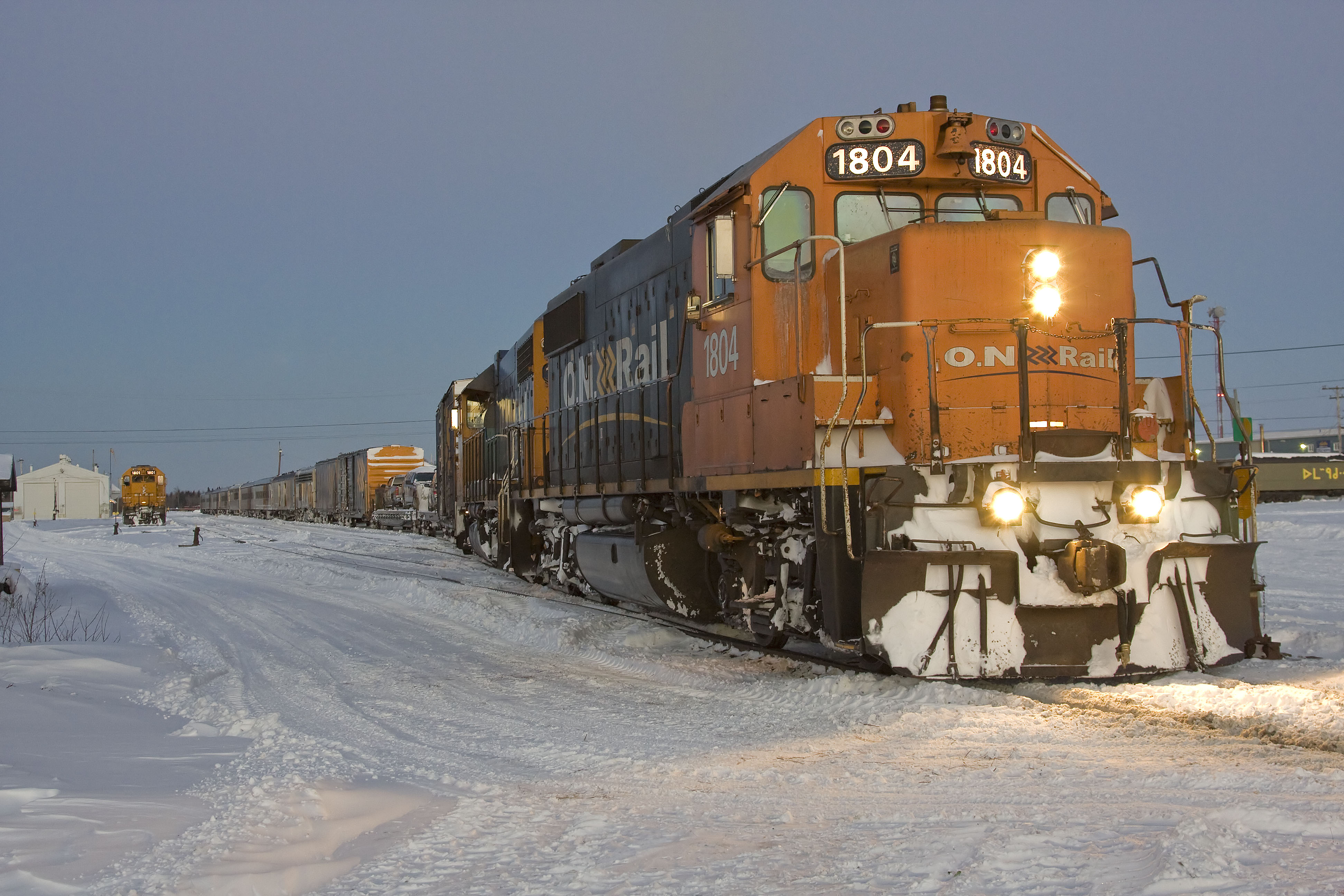
De Polar Bear Express op het station van Moosonee

De belangrijkste manier om er te komen is met de Ontario Northland Railway die het stadje in 1932 bereikte, en een passagiers- en goederendienst onderhoudt op Cochrane. De passagierstrein rijdt zes dagen per week in de zomer en vijf dagen per week in de rest van het jaar. De vrachttrein rijdt tweemaal per week. Als in zomer en herfst de rivier bevaarbaar is, kan goederentransport ook per boot plaatsvinden.

### Vliegveld
Moosonee beschikt over een vliegveld, vanwaar gevolgen wordt door Air Creebec en Moosonee Water Aerodrome; vrachtvervoer is mogelijk met North Star Air.

### Wegvervoer
Moosonee is niet over de weg bereikbaar. De dichtstbijzijnde weg eindigt in Otter Rapids, 149 km ten zuiden van Moosonee. 
In de winter worden ijswegen onderhouden over de rivier naar Moose Factory, en naar de vestigingen aan de kust van Fort Albany, Kashechewan First Nation en Attawapiskat First Nation. 
Er zijn studies gedaan naar de aanleg van een vier-seizoenenweg naar de gemeenschappen Moosonee, Fort Albany, Kashechewan en Attawapiskat. Door het korter worden van het winterseizoen neemt het belang hiervan toe. Als het project tot uitvoering zou komen, komt er een kustweg die de vier gemeenschappen verbindt, en een weg naar het zuiden met aansluiting op het provinciale wegsysteem bij Fraserdale, Kapuskasing of Hearst.